# Marilène Clément
Marilène Clément est une écrivaine française, née à Villapourçon (Nièvre) le 21 juillet 1920 et morte le 25 septembre 1987 dans la même commune.

## Biographie
Après des études à Dijon et à Paris, elle devient institutrice à Saulieu, puis professeur. Elle épouse en 1947 le journaliste et écrivain Maurice Chavardès (1918-2005).
En 1955, elle fait partie de la Délégation française à Lausanne au premier Congrès international des femmes pour la paix dans le monde. Elle collabore au Coopérateur de France, à Combat socialiste, à Témoignage chrétien. Après 1977, elle se fixe avec sa famille à Villapourçon où elle meurt en 1987.
Elle a écrit des romans, des recueils de contes, des essais, ainsi que des œuvres pour la radio et la télévision.

## Œuvres
- Contes du jardin d'Assise (1953)
- Sonje, fille des routes (1958)
- La fontaine magique (1961)
- Les Herbes de l'été (1964)
- Le Pipeur d'oiseaux (1966)
- Les Grands hommes de la Bourgogne (1966)
- La Mort est rouge (1968)
- La Nuit de l'Alléluia (1970) [adapté pour la télévision en 1973 sous le titre La Nuit des lilas], Prix Veillon 1971
- Zadig ou la Destinée, histoire orientale de Voltaire. (1972)
- Une Fille dans une orange (1973)
- Le Vent sur la maison (1976) [adapté pour la télévision en 1978 par Franck Apprederis]
- La Fleur de lotus (1981)
- Noémi et les grandes personnes (1984)
- Martin le Barbouillou (1984)
- Les Gens du château (1986)
- Sans domicile fixe (1988)

En collaboration :
- Henri, de Marilène Clément et Maurice Chavardès (1959)
- Monique, de Marilène Clément et Maurice Chavardès (1959)
- Jeanne, de Marilène Clément et Maurice Chavardès (1959)
- Non-violence et objection de conscience, de Marilène Clément, Henri Fronsac et Pie-Raymond Régamey (1962)
- La Chute de Constantinople : 29 mai 1453, de Maurice Chavardès et Marilène Clément (1963)
- Contes de Provence : Récits du folklore provençal, de Marilène Clément et Josette Mimran (1976)
- Contes de Bourgogne : Récits du folklore Bourguignon, de Marilène Clément et Edmond-Maurice Pérot (1978)
- Contes tziganes : Récits du folklore tzigane, de Marilène Clément et Christian Grugeon (1978)
- Les Quatre matelots : Récits du folklore provençal, de Marilène Clément et Josette Mimran (1980)